# Anostirus haemapterus
Anostirus haemapterus is een keversoort uit de familie kniptorren (Elateridae). De wetenschappelijke naam van de soort is voor het eerst geldig gepubliceerd in 1807 door Illiger.